# Dichrostachys spicata
Dichrostachys spicata är en ärtväxtart som först beskrevs av Ferdinand von Mueller, och fick sitt nu gällande namn av Karel Domin. Dichrostachys spicata ingår i släktet Dichrostachys och familjen ärtväxter. IUCN kategoriserar arten globalt som livskraftig. Inga underarter finns listade i Catalogue of Life.